# Pseudohydrophilus avitus
Pseudohydrophilus avitus is een keversoort uit de familie Coptoclavidae. De wetenschappelijke naam van de soort is voor het eerst geldig gepubliceerd in 1847 door Heyden.